# Paul Kárpáti

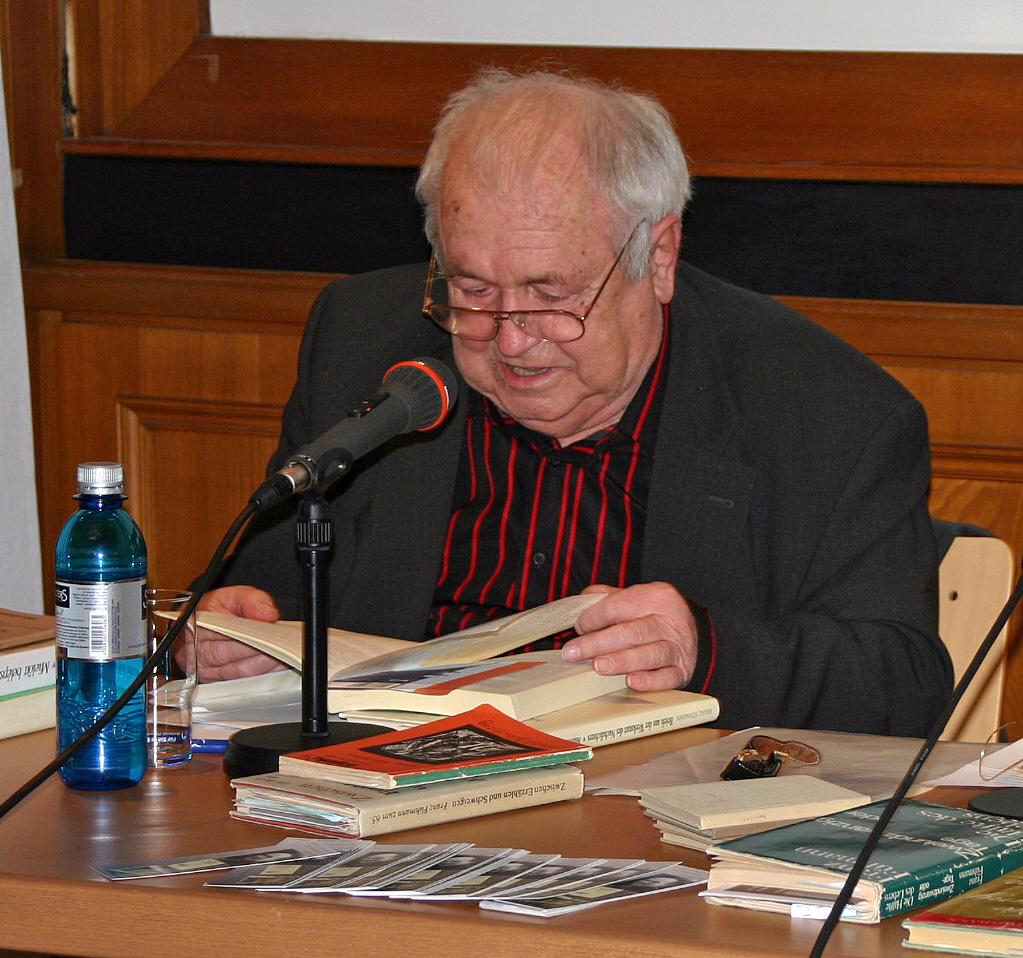
Paul Kárpáti bei seiner Lesung am 26. Januar 2012 an der Zentral- und Landesbibliothek zu Berlin

Paul (Pál) Andreas Kárpáti (* 20. März 1933 in Györköny/Jerking; † 5. Februar 2017 in Berlin) war ein deutscher Hungarologe, Sprachwissenschaftler für den finno-ugrischen Sprachzweig, Übersetzer und Herausgeber.

## Leben

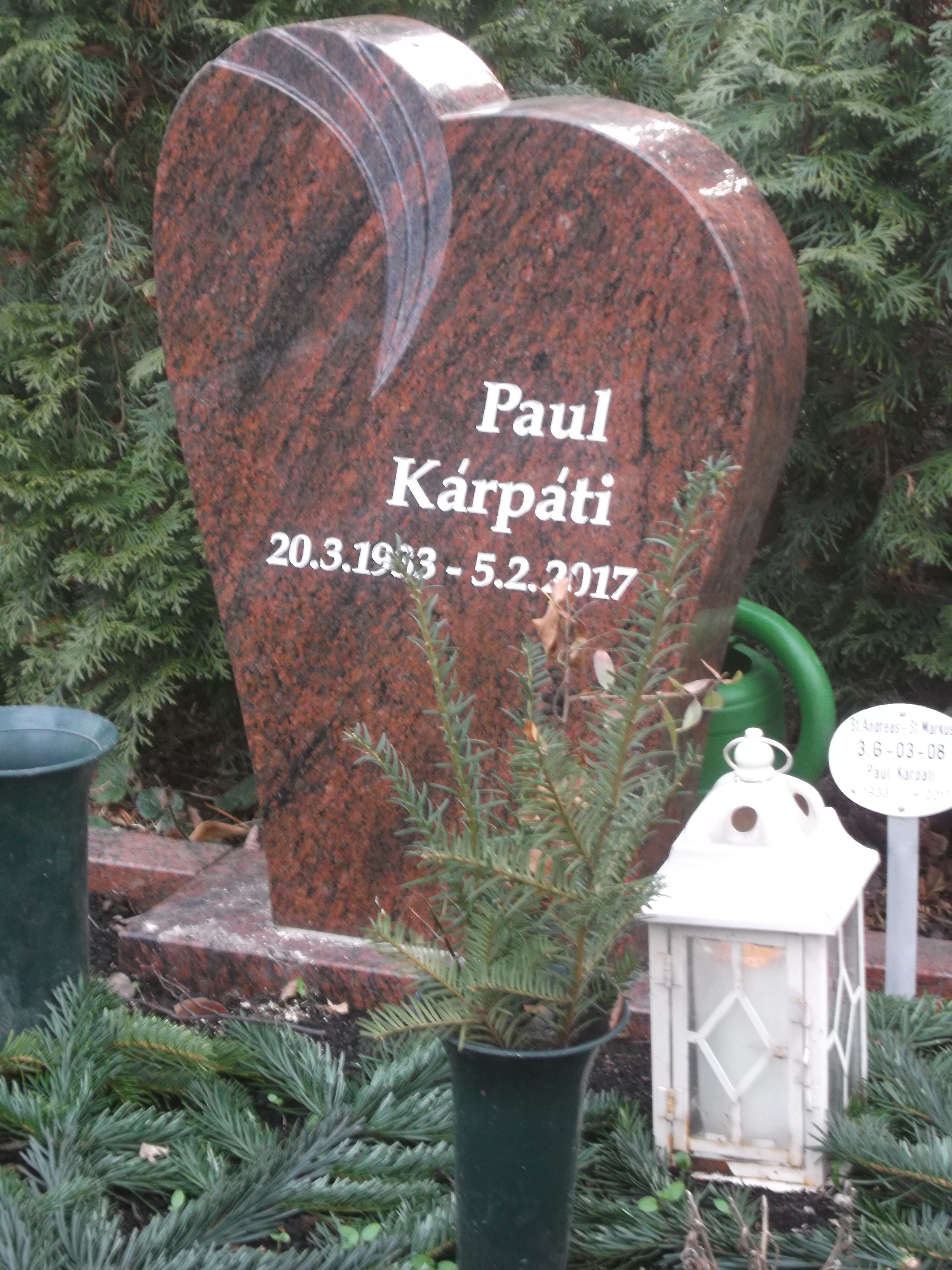
Grab auf dem St. Andreas-St. Markus-Friedhof

Paul Kárpáti wurde nach Ende des Zweiten Weltkriegs 1947 mit seiner ungarndeutschen Familie aus Ungarn vertrieben und kam in die sowjetische Besatzungszone. Er machte Abitur im sächsischen Pirna und studierte zunächst in Leipzig Slawistik, um nach zwei Semestern nach Berlin zur Finno-Ugristik zu wechseln. Von 1961 bis 1998 war Kárpáti wissenschaftlicher Mitarbeiter an der Humboldt-Universität Berlin. Er war Übersetzer und Herausgeber ungarischer Lyrik und Prosa (Belletristik) sowie Mitverfasser eines Ungarischlehrgangs und eines Wörterbuches. Freundschaften verbanden ihn mit Hans Skirecki, Franz Fühmann, Gábor Hajnal, Márton Kalász, Sándor Kányádi und Paul Alfred Kleinert.
Kárpáti erhielt seit den 1950er Jahren Arbeits- und Aufenthaltsstipendien, u. a. grammatikalische Sprachsicherung für die Karelier und Komi.
Kárpáti war verheiratet und hatte eine Tochter und zwei Söhne. Sein Grab befindet sich auf dem St. Andreas-St. Markus-Friedhof in Berlin-Alt-Hohenschönhausen.

## Gedenken
Anlässlich des 85. Geburtstages richteten die Friedrich-Ebert-Stiftung Berlin und der internationale Franz-Fühmann-Freundeskreis am 20. März 2018 eine Gedenkveranstaltung zu Ehren  Paul Kárpátis mit dem Titel „Sprachschöpfung in der Nachschöpfung“ aus.
Zum 5. Todestag am 5. Februar 2022 fand in Berlin eine deutsch-ungarische Gedächtnislesung statt, veranstaltet vom internationalen Franz Fühmann Freundeskreis.

## Werke, Übertragungen und Herausgaben (Auswahl)
- mit Hans Skirecki: Wir lernen ungarisch sprechen. Leipzig 1964.
- mit Hans Skirecki: Deutsch-ungarisches Gesprächsbuch. Leipzig 1968.
- Gábor Hajnal: Walpurgisnacht. Gedichte. Reclam, Leipzig 1978. (mit einem Nachwort von Franz Fühmann; dasselbe, verändert und erweitert, 1986)
- Moderne Lyrik aus Ungarn. Reclam, Leipzig 1982.
- Gábor Garai: Sommers Ende. Volk und Welt, Berlin 1983.
- Árpád Tóth: Abendlicher Strahlenkranz. Corvina, Budapest 1987, ISBN 963-13-2316-1.
- Ungarische Lyrik des 20. Jahrhunderts. Aufbau, Berlin 1987, ISBN 3-351-00512-1.
- Márton Kalász: Winterlamm. Roman. Styria Graz / Wien / Köln 1992, ISBN 3-222-12120-6.
- Másnap/Anderntags : neue ungarische Lyrik. Gutke, Köln 1996, ISBN 3-928872-24-9.
- András Mezei: Redebruchstücke oder Stille Zwiesprache mit Adorno. City Budapest und Oberbaum Berlin 1999, ISBN 963-9114-11-1.
- Gyula Illyés: Stiller Nachmittag: Gedichte in Prosa. hrsg. von Werner Schweikert im Archiv Schweikert. Flein bei Heilbronn 2003, ISBN 3-933696-05-4.
- Márton Kalász: Der Rosenmaler. Gedichte. bilingual hrsg. von Paul Alfred Kleinert. Verlag der Nessing’schen Buchdruckerei, Berlin 2004. (mit Nachdichtungen von Franz Fühmann und Paul Kárpáti)
- Sándor Kányády: Heimgänge. Vincze, Szentendre 2004.
- Briefe aus der Werkstatt des Nachdichters: 1961–1984 – Műfordítói műhelylevelek / Franz Fühmann. Mitgeteilt vom Adressaten Paul Kárpáti. Argumentum Budapest/Pernobilis Edition im Engelsdorfer Verlag, Leipzig 2008, ISBN 978-3-86703-385-5.
- Von Gyula Illyés bis Sándor Tatár in Übertragungen von Paul Kárpáti. hrsg. von Paul Alfred Kleinert. Internationaler Franz Fühmann Freundeskreis, Berlin 2018.

## Übersetzungen in Interlinearversionen (Auswahl)
- Milan Füst: Herbstdüsternisse. Gedichte. Reclam, Leipzig 1974. (Nachdichtung von Franz Fühmann)
- Endre Ady: Der verirrte Reiter. Volk & Welt, Berlin 1977.
- Mihály Vörösmarty: Wenn einst die Nacht sich erschöpft. Gedichte. Rütten und Loening, Berlin 1982. (Nachdichtung von Franz Fühmann)
- mit Gábor Hajnal: Mihály Babits: Frage am Abend. Gedichte. Corvina, Budapest 1983, ISBN 963-13-1692-0. (Nachdichtungen von Annemarie Bostroem, Günther Deicke, Franz Fühmann und anderen)
- Márton Kalász: Bemessener Trost. Reclam, Leipzig 1984. (Nachdichtungen von Günther Deicke, Franz Fühmann, Heinz Kahlau Heinz Kahlau, Günter Kunert, Kito Lorenc und anderen)
- Mihály Vörösmarty: Csongor und Tünde. Rütten und Loening, Berlin 1985. (Nachdichtung von Franz Fühmann)
- Ágnes Nemes Nagy: Dennoch schauen. Insel, Leipzig 1986. (Nachdichtung von Franz Fühmann)